# El Borouj
El Borouj (arabiska: البروج) är en stad i Marocko. Den ligger i provinsen Settat och regionen Casablanca-Settat, 170 km söder om huvudstaden Rabat. Antalet invånare var 19 235 vid folkräkningen 2014.